# NGC 348
NGC 348 је спирална галаксија у сазвежђу Феникс која се налази на NGC листи објеката дубоког неба.
Деклинација објекта је - 53° 14' 42" а ректасцензија 1h 0m 51,8s. Привидна величина (магнитуда) објекта NGC 348 износи 13,8 а фотографска магнитуда 14,6. NGC 348 је још познат и под ознакама ESO 151-17, PGC 3632.